# Amphioplus polymorphus
Amphioplus polymorphus är en ormstjärneart som beskrevs av Cherbonnier 1972. Amphioplus polymorphus ingår i släktet Amphioplus och familjen trådormstjärnor.
Artens utbredningsområde är Madagaskar. Inga underarter finns listade i Catalogue of Life.